# Nephthea acuticonica
Nephthea acuticonica is een zachte koraalsoort uit de familie Nephtheidae. De koraalsoort komt uit het geslacht Nephthea. Nephthea acuticonica werd in 1974 voor het eerst wetenschappelijk beschreven door Verseveldt. 